# Nyctosia proxima
Nyctosia proxima là một loài bướm đêm thuộc phân họ Arctiinae, họ Erebidae.